# Eparchia di Sergiev Posad

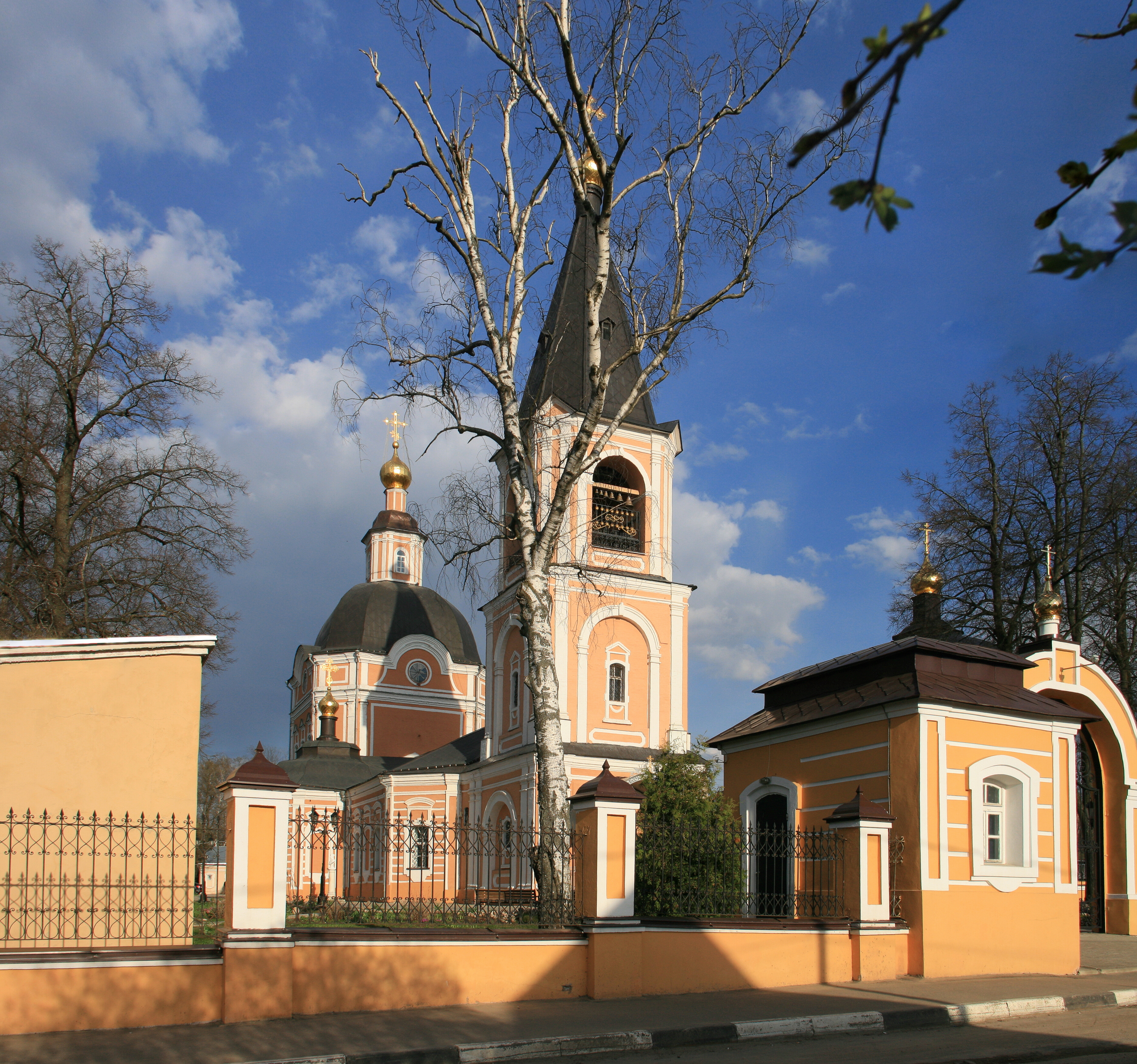
La cattedrale dell'Assunzione di Sergiev Posad.

L'eparchia di Sergiev Posad (in russo Сергиево-Посадская епархия?) è una diocesi della Chiesa ortodossa russa, appartenente alla metropolia di Mosca.

## Territorio
L'eparchia comprende la città di Sergiev Posad, Puškino Mytišči, Korolëv, Lobnja, Dmitrov, Taldom, Dubna, Chimki, Klin, Dolgoprudnyj e Solnečnogorsk nella oblast' di Mosca nel circondario federale centrale.
Sede eparchiale è la città di Sergiev Posad, dove si trova la cattedrale dell'Assunzione.
L'eparca ha il titolo ufficiale di «eparca di Sergiev Posad e Dmitrov».

## Storia
L'eparchia è stata eretta dal Santo Sinodo della Chiesa ortodossa russa il 13 aprile 2021 ricavandone il territorio dall'eparchia di Mosca, e contestualmente è entrata a far parte della metropolia di Mosca.